# Circuito Profissional de Dota
O Circuito Profissional de Dota (abreviado como CPD; em inglês: Dota Pro Circuit - DPC) foi o sistema de formato de torneio oficial de Dota 2 que durou entre 2017 e 2023. O CPD era organizado pela desenvolvedora do jogo, Valve, e consistia em torneios "Majors" sazonais e Ligas Regionais da América do Norte, América do Sul, Sudeste Asiático, China, Europa Oriental e Europa Ocidental. Os pontos eram ganhos pelas seis melhores equipes que jogam na divisão superior de uma Liga Regional, bem como terminam entre as oito primeiras de um Major. As 12 melhores equipes com mais pontos na conclusão da temporada ganhavam convites para o The International, o principal torneio de Dota 2. O CPD foi introduzido em 2017 como um substituto para a série Dota Major Championships (2015–2016), que foi criticada devido ao processo não transparente da Valve para enviar convites ao International. O CPD terminou após a temporada de 2023.

## História
Do final de 2015 até o início de 2017, a Valve patrocinou uma série de torneios sazonais de menor escala, conhecidos como Dota Major Championships. Seu formato foi baseado na série de torneios de mesmo nome que a Valve também patrocinou para seu jogo de tiro em primeira pessoa, Counter-Strike: Global Offensive. Incluindo o The International 2016 e 2017, que foram considerados o Major cumulativo de suas respectivas temporadas, a série teve outros cinco eventos, que foram os Majors de Frankfurt, de Xangai, de Manila, de Boston, e de Kiev.  Após o International de 2017, os Majors foram substituídos pelo CPD devido às críticas de times e fãs pela natureza não transparente e imprevisível da Valve para distribuir convites ao International.
Para a primeira temporada (2017–2018), as pontuações das equipes foram determinadas pela pontuação total dos três primeiros jogadores que ganharam pontos nelas, com os pontos sendo transferidos se um jogador mudar de equipe durante a temporada. A classificação de uma equipe foi calculada apenas pelo acúmulo dos três primeiros jogadores com os maiores pontos de qualificação. Uma equipe tinha permissão para alterar sua escalação duas vezes em um período de tempo especificado, mas perderia automaticamente sua elegibilidade para obter um convite direto se mudasse sua escalação após o término do segundo período de escalação no meio da temporada.
A partir da segunda temporada (2018–2019), houve uma série de ajustes nas regras, sendo o principal que os eventos Major e Minor são realizados em pares, com eliminatórias para cada conjunto em janelas exclusivamente agendadas, conforme convites diretos para eles agora são proibidos. Em contraste com a temporada anterior, o número total deles diminuiu de 22 para 10, com a temporada começando em setembro de 2018 e terminando em junho de 2019. O número de convites diretos do International de 2019 aumentou de oito para doze, com cada uma das seis regiões recebendo uma única vaga de qualificação. As eliminatórias para os Majors ocorreram primeiro, e as equipes que não conseguiram se classificar para elas foram elegíveis para competir nas eliminatórias para o Minor alguns dias depois. O vencedor de um torneio Minor recebe uma vaga reservada no Major associado. A Valve também removeu os bloqueios de escalação que anteriormente impediam que as equipes que fizessem mudanças no meio da temporada se classificassem para os pontos da temporada. Em vez disso, todos os pontos são atribuídos diretamente às equipes, e não aos jogadores individuais. A remoção de um jogador do elenco reduz o total de pontos do time em 20 por cento, com a adição de um jogador substituto sem penalidade. Além disso, a Valve também implementou uma regra que permite apenas que uma única equipe pertencente a uma organização de várias equipes compita no The International e nas eliminatórias anteriores. A regra também inclui casos em que jogadores individuais têm vínculos financeiros com outras equipes.
O Circuito Profissional de Dota de 2021 consistiu em duas etapas em vez de três, com os pontos da temporada suspensa de 2019–2020 não sendo usados. Os Minors também foram substituídos por Ligas Regionais com seis semanas de duração, nas quais as equipes disputavam vagas de qualificação para participar dos Majors. Em vez disso, as quatro melhores equipes de cada região foram selecionadas para se qualificar para a divisão superior, com eliminatórias sendo usadas para determinar as doze equipes restantes nas divisões superior e inferior.
Em setembro de 2023, a Valve anunciou que a temporada de 2023 seria a última, pois acreditavam que o CPD havia crescido demais no cenário profissional e queria apoiar torneios menores de base.

## Formato
O Circuito Profissional de Dota consiste em três etapas que consistem em torneios "Majors" e Ligas Regionais da América do Norte, América do Sul, Sudeste Asiático, China, Europa Oriental e Europa Ocidental. Os pontos são ganhos pelas seis melhores equipes que jogam na divisão superior de uma Liga Regional, bem como pelas oito melhores equipes de um torneio Major. Os torneios anteriores da temporada concedem menos pontos totais às equipes, enquanto os eventos mais próximos do International pesam mais. As 12 melhores equipes com mais pontos no final da temporada ganham convites para o International daquele ano. Para evitar datas conflitantes, a Valve gerencia diretamente o agendamento.
A escalação de uma equipe é bloqueada para a temporada, com uma penalidade de 15% de pontos CPD ocorrendo para cada mudança de jogador. As equipes que fizerem alterações no elenco após a qualificação para um Major também terão uma penalidade adicional de 20%, totalizando 35%. As equipes podem jogar quatro de suas sete partidas da Liga Regional com um substituto, mas qualquer equipe que o fizer em um Major sem exceção especial incorrerá em uma penalidade de 40% de pontos. Uma equipe que jogar cinco ou mais partidas da Liga Regional com um substituto será desclassificada da temporada.

## Campeões

### Era dos Majors e Minors (2017–2020)
Temporada 2017–18
| Ano  | Evento                                    | Nível | Data                      | Campeão       |
| ---- | ----------------------------------------- | ----- | ------------------------- | ------------- |
| 2017 | StarLadder i-League Invitational Season 3 | Minor | 12 – 15 de outubro        | Team Liquid   |
| 2017 | PGL Open Bucharest                        | Minor | 19 – 22 de outubro        | Mineski       |
| 2017 | ESL One Hamburg 2017                      | Major | 26 – 29 de outubro        | Virtus.pro    |
| 2017 | AMD SAPPHIRE Dota PIT League              | Minor | 02 – 05 de novembro       | Team Liquid   |
| 2017 | Perfect World Masters                     | Minor | 19 – 26 de novembro       | Newbee        |
| 2017 | DreamLeague Season 8                      | Major | 01 – 03 de dezembro       | Team Secret   |
| 2017 | MDL Macau 2017                            | Minor | 08 – 10 de dezembro       | OG            |
| 2017 | DOTA Summit 8                             | Minor | 13 – 17 de dezembro       | Virtus.pro    |
| 2018 | Captains Draft 4.0                        | Minor | 04 – 07 de janeiro        | Team Secret   |
| 2018 | ESL One Genting 2018                      | Minor | 23 – 28 de janeiro        | Newbee        |
| 2018 | StarLadder i-League Invitational Season 4 | Minor | 01 – 04 de fevereiro      | Team Liquid   |
| 2018 | ESL One Katowice 2018                     | Major | 20 – 25 de fevereiro      | Virtus.pro    |
| 2018 | The Bucharest Major                       | Major | 04 – 11 de março          | Virtus.pro    |
| 2018 | GESC: Indonesia Dota2 Minor               | Minor | 15 – 18 de março          | Evil Geniuses |
| 2018 | DreamLeague Season 9                      | Minor | 21 – 25 de março          | Team Secret   |
| 2018 | Dota 2 Asia Championships 2018            | Major | 29 de março – 07 de abril | Mineski       |
| 2018 | StarLadder ImbaTV Invitational Season 5   | Minor | 12 – 15 de abril          | OpTic Gaming  |
| 2018 | EPICENTER XL                              | Major | 27 de abril – 06 de maio  | PSG.LGD       |
| 2018 | GESC: Thailand Dota2 Minor                | Minor | 09 – 12 de maio           | VGJ.Storm     |
| 2018 | MDL Changsha Major 2018                   | Major | 14 – 20 de maio           | PSG.LGD       |
| 2018 | ESL One Birmingham 2018                   | Major | 23 – 27 de maio           | Virtus.pro    |
| 2018 | China Dota2 Supermajor                    | Major | 02 – 10 de junho          | Team Liquid   |

Temporada 2018–19
| Ano  | Evento                                  | Nível | Data                           | Campeão           |
| ---- | --------------------------------------- | ----- | ------------------------------ | ----------------- |
| 2018 | DreamLeague Season 10                   | Minor | 29 de outubro – 04 de novembro | Tigers            |
| 2018 | The Kuala Lumpur Major                  | Major | 09 – 18 de novembro            | Virtus.pro        |
| 2019 | The Bucharest Minor                     | Minor | 09 – 13 de janeiro             | Ehome             |
| 2019 | The Chongqing Major                     | Major | 19 – 27 de janeiro             | Team Secret       |
| 2019 | StarLadder ImbaTV Dota 2 Minor Season 1 | Minor | 07 – 10 de março               | Vici Gaming       |
| 2019 | DreamLeague Season 11                   | Major | 14 – 24 de março               | Vici Gaming       |
| 2019 | OGA Dota PIT Minor 2019                 | Minor | 22 – 28 de abril               | Ninjas in Pyjamas |
| 2019 | MDL Disneyland® Paris Major             | Major | 04 – 12 de maio                | Team Secret       |
| 2019 | StarLadder ImbaTV Dota 2 Minor Season 2 | Minor | 12 – 16 de junho               | Ninjas in Pyjamas |
| 2019 | EPICENTER Major 2019                    | Major | 22 – 30 de junho               | Vici Gaming       |

Temporada 2019–20
| Ano  | Evento                                  | Nível | Data                | Campeão                                 |
| ---- | --------------------------------------- | ----- | ------------------- | --------------------------------------- |
| 2019 | DOTA Summit 11                          | Minor | 07 – 10 de novembro | Invictus Gaming                         |
| 2019 | MDL Chengdu Major                       | Major | 16 – 24 de novembro | TNC Predator                            |
| 2020 | WePlay! Bukovel Minor 2020              | Minor | 09 – 12 de janeiro  | Team Nigma                              |
| 2020 | DreamLeague Season 13                   | Major | 18 – 26 de janeiro  | Team Secret                             |
| 2020 | StarLadder ImbaTV Dota 2 Minor Season 3 | Minor | 05 – 08 de março    | Team Aster                              |
| 2020 | ESL One Los Angeles 2020                | Major | 15 – 22 de março    | Cancelado devido à pandemia de COVID-19 |
| 2020 | OGA Dota PIT Minor 2020                 | Minor | 23 – 26 de abril    | Cancelado devido à pandemia de COVID-19 |
| 2020 | EPICENTER Major 2020                    | Major | 02 – 10 de maio     | Cancelado devido à pandemia de COVID-19 |
| 2020 | ONE Esports Singapore Major 2020        | Major | 20 – 28 de junho    | Cancelado devido à pandemia de COVID-19 |

### Era dos Majors e Ligas Regionais (2021–presente)
| Ano  | Etapa | Ligas Regionais | Ligas Regionais   | Ligas Regionais     | Ligas Regionais  | Ligas Regionais   | Ligas Regionais | Major             |
| Ano  | Etapa | Europa Oriental | Europa Ocidental  | China               | Sudeste Asiático | América do Norte  | América do Sul  | Major             |
| ---- | ----- | --------------- | ----------------- | ------------------- | ---------------- | ----------------- | --------------- | ----------------- |
| 2021 | 1     | Virtus.pro      | Team Secret       | Invictus Gaming     | Fnatic           | Evil Geniuses     | Beastcoast      | Invictus Gaming   |
| 2021 | 2     | Virtus.pro      | Alliance          | Team Aster          | T1               | Quincy Crew       | NoPing Esports  | PSG.LGD           |
| 2022 | 1     | Team Spirit     | Gaimin Gladiators | PSG.LGD             | Boom Esports     | TSM               | Beastcoast      | –                 |
| 2022 | 2     | BetBoom Team    | OG                | PSG.LGD             | Fnatic           | Evil Geniuses     | Thunder Awaken  | OG                |
| 2022 | 3     | Virtus.pro      | Tundra Esports    | Royal Never Give Up | Boom Esports     | Evil Geniuses     | Thunder Awaken  | Team Spirit       |
| 2023 | 1     | BetBoom Team    | Team Liquid       | PSG.LGD             | Execration       | TSM               | Beastcoast      | Gaimin Gladiators |
| 2023 | 2     | HellRaisers     | Team Liquid       | Xtreme Gaming       | Talon Esports    | TSM               | Beastcoast      | Gaimin Gladiators |
| 2023 | 3     | Team Spirit     | Tundra Esports    | PSG.LGD             | Bleed Esports    | Shopify Rebellion | Evil Geniuses   | Gaimin Gladiators |